# Chortodes brevilinea
Chortodes brevilinea là một loài bướm đêm trong họ Noctuidae.